# Colonie (village, New York)
Pour les articles homonymes, voir Colonie (homonymie).
Colonie est un village situé au nord-est du comté d'Albany, dans l' État de New York, aux États-Unis,. En 2020, elle comptait une population de 7 781 habitants. La municipalité est incorporée en 1921.

## Démographie
Lors du recensement de 2020, la localité comptait une population de 7 781 habitants.